# Attilio Fontana (politico)
Attilio Fontana (Varese, 28 marzo 1952) è un politico italiano, presidente della Regione Lombardia dal 26 marzo 2018.
Esponente di lungo corso nella Lega, è stato sindaco di Varese dal 31 maggio 2006 al 21 giugno 2016, sindaco di Induno Olona dal 7 maggio 1995 al 13 giugno 1999 e presidente del consiglio regionale della Lombardia dal 2000 al 2006.

## Biografia
Diplomato al Liceo classico Ernesto Cairoli della sua città natale nel 1970, si laurea in giurisprudenza nel 1975 presso l'Università degli Studi di Milano, dal 1980 è titolare di uno studio legale a Varese. Nel 2007 è stato l'avvocato di Andrea Mascetti, che fece condannare Michele Santoro per diffamazione. Dal 1979 al 1982 ha assunto la carica di conciliatore di Induno Olona e dal 1983 al 1988 quella di vice-pretore onorario presso la Pretura di Gavirate.

### Consigliere regionale e sindaco
Membro di lungo corso della Lega Lombarda e Lega Nord, dal 7 maggio 1995 al 13 giugno 1999 ha ricoperto l'incarico di sindaco del comune di Induno Olona.
Si candida alle elezioni regionali in Lombardia del 2000 è stato eletto consigliere con 5.194 preferenze ed è poi divenuto presidente del Consiglio regionale. Alle elezioni regionali successive del 2005 in Lombardia viene rieletto consigliere e poi rieletto presidente del Consiglio regionale, cariche che mantiene fino a luglio 2006.
Nel 2006 si candida e viene eletto sindaco di Varese al primo turno delle elezioni comunali del 28 e 29 maggio 2006, conquistando il 57,8% dei voti. Riconfermato al ballottaggio del 29-30 maggio 2011 con il 53,89% dei voti, resta in carica fino al 19 giugno 2016, giorno in cui gli succede Davide Galimberti, primo sindaco di centro-sinistra di Varese dal 1992. È stato presidente dell'ANCI Lombardia, venendo sostituito nella carica da Roberto Scanagatti, allora sindaco di Monza.

### La corsa al Pirellone
Alcuni giornalisti a luglio 2016 ipotizzano una nomina di Fontana come candidato del centro-destra in vista delle elezioni regionali in Lombardia del 2018 in caso di mancata disponibilità ad un secondo mandato da parte del presidente allora in carica, nonché compagno di partito, Roberto Maroni.
Nel 2018, a seguito di rinuncia a una ricandidatura da parte di Maroni, entra nella corsa per la presidenza della Regione Lombardia e diventa ufficialmente il candidato presidente del centro-destra. Nel corso del mese di gennaio 2018, a campagna elettorale in corso, dichiara ai microfoni di Radio Padania Libera: «Non possiamo accettare tutti gli immigrati che arrivano: dobbiamo decidere se la nostra etnia, la nostra razza bianca, la nostra società devono continuare a esistere o devono essere cancellate». Dopo le polemiche scaturite dalla frase, dichiara, scusandosi, che si trattava di un lapsus e di un errore espressivo.

### Presidente della Lombardia

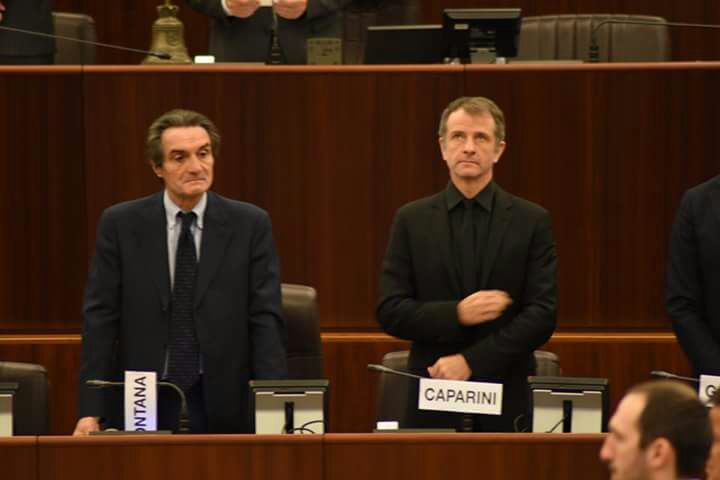
Attilio Fontana (a sinistra) a fianco di Davide Caparini nel corso del primo consiglio regionale della XI legislatura.

Fontana vince le elezioni con il 49,75% dei voti contro il 29,09% del candidato di centro-sinistra, il sindaco di Bergamo Giorgio Gori, e il 17,36% del candidato del Movimento 5 Stelle Dario Violi. Il 26 marzo successivo si insedia ufficialmente come nuovo presidente della Regione Lombardia.
Nel settembre 2020, a poche settimane dal referendum costituzionale sul taglio del numero di parlamentari legato alla riforma avviata dal governo Conte I guidato dalla Lega assieme al Movimento 5 Stelle e concluso dal governo Conte II guidato dalla coalizione tra M5S e Partito Democratico, Fontana annuncia il suo voto contrario, in dissidenza con la linea ufficiale della Lega, schierata per il "Sì".
Il 14 febbraio del 2023 viene riconfermato presidente della Regione Lombardia, avendo vinto le elezioni regionali con il 55% delle preferenze contro il 33,93% registrato dallo sfidante di centro-sinistra Pierfrancesco Majorino ed il 9,87% di Letizia Moratti, candidata di Azione e Italia Viva.

## Vita privata
Sposato in prime nozze con Laura Castelli, si è risposato con Roberta Dini, figlia del fondatore di "Paul & Shark". Tre i figli: Maria Cristina (nata nel 1980, a lei, avvocato, è affidata la conduzione dello studio legale di famiglia), Giovanni (n.2000) e Marzia (n.2002).
È appassionato di golf, tifoso della squadra di calcio Milan e della Pallacanestro Varese.

## Vicende giudiziarie

### Multa dell'Anticorruzione
Nel 2017 viene multato dall'Autorità nazionale anticorruzione con una sanzione di 1 000 € per inadempimento, e conseguente omissione di dichiarazione obbligatoria del proprio stato patrimoniale in conformità alle norme sulla trasparenza in relazione all'incarico pubblico allora in essere (sindaco di Varese), in relazione all'arrivo sul proprio conto corrente di 5 000 000 € grazie alle possibilità offerte dallo scudo fiscale.

### Abuso d'ufficio
Dall'8 maggio 2019 Fontana risulta indagato dalla Procura di Milano, per abuso d'ufficio per una presunta nomina di un suo amico e socio di studio, Luca Marsico (già consigliere regionale) in un organismo regionale, un incarico che frutta 11.500 € l'anno, una maxi inchiesta in Lombardia che ha portato a 95 indagati e 29 arrestati per corruzione. A marzo 2020 l'accusa cade ed il caso viene definitivamente archiviato in quanto la nomina in oggetto non costituiva reato.

### Indagine per epidemia colposa
Il 29 maggio 2020 Fontana viene convocato dalla Procura di Bergamo come persona informata sui fatti per le indagini con l’ipotesi di epidemia colposa sulla gestione dei primi casi di COVID-19 all'ospedale di Alzano Lombardo, sui morti delle RSA e sulla mancata istituzione della zona rossa nei comuni di Alzano Lombardo e Nembro.  A sua difesa, dichiara di aver proposto misure restrittive per alcuni comuni, cui sarebbe però spettata al Governo l'attuazione.
Il 1º marzo 2023 Fontana risulta tra gli indagati dalla procura di Bergamo per i fatti legati alla gestione della prima ondata della pandemia di COVID-19 nel Bergamasco..

### Frode in pubbliche forniture
Nel luglio 2020 il presidente della regione viene indagato dalla Procura di Milano per frode in pubblica fornitura. L'accusa sarebbe che l'azienda varesina Dama s.p.a., azienda di proprietà al 10% da Roberta Dini e al 90% dal fratello Andrea, anch'egli indagato, rispettivamente moglie e cognato di Fontana, il 15 aprile ha provato a vendere alla regione,una fornitura di 75 000 camici e 7 000 copricapi per 513.000 €. Transazione trasformata in seguito in una donazione; mentre in gran parte della Regione continuava a imperversare la prima ondata di Covid 19 e i DPI (dispositivi di protezione individuali) per contrastarla, erano diventati introvabili.
Fontana in merito all'indagine, davanti a Report si dichiara: totalmente estraneo ai fatti, che tutto questo si fosse svolto a sua insaputa.
A settembre dello stesso anno la guardia di finanza ha acquisito i cellulari del capo della segreteria di Fontana Giulia Martinelli, della moglie di Fontana, del cognato Andrea Dini, e degli assessori della giunta regionale (che non sono indagati), per analizzare le chat e i messaggi scritti per l'indagine, dove emerge il coinvolgimento di Fontana nella faccenda e i tentativi di occultamento della sua presenza in vista di eventuali inchieste.
Il 2 dicembre 2021, la Procura di Milano chiede il rinvio a giudizio nei confronti di Fontana, per il reato di frode nelle pubbliche forniture, dopo che lo stesso aveva rinunciato ad essere interrogato dagli inquirenti.
Il 13 maggio 2022 viene prosciolto dal GUP di Milano insieme ad altri 4 indagati (compreso il cognato) perché il fatto non sussiste.
Il 10 luglio 2023 Fontana viene assolto anche in appello.

### Autoriciclaggio e falsa dichiarazione
Nel 2021 il presidente Fontana viene iscritto al registro degli indagati della Procura di Milano per autoriciclaggio e falsa dichiarazione in voluntary disclosure in riferimento a un sospetto movimento di denaro tra l'Italia e la Svizzera avvenuto a partire dal 2015. Il 22 febbraio 2022 il caso viene archiviato: per il gip di Milano non ci sono elementi sufficienti per sostenere l’accusa contro il presidente della Regione Lombardia.